# Pecadora (telenovela)
Pecadora es una telenovela estadounidense producida por Venevisión Productions para la cadena Venevisión en 2009. Es una versión de la telenovela mexicana Como en el cine, transmitida por TV Azteca en el año 2001. 
Protagonizada por Litzy y Eduardo Capetillo, con las participaciones antagónicas de Marjorie de Sousa, Sergio Klainer, Paulo Quevedo, Maritza Bustamante, Susana Pérez y Ariel López Padilla y con las actuaciones estelares de Daniel Elbittar, Roberto Vander, Lina Santos y Silvana Arias.
Fue grabada en Miami, Estados Unidos. Primero se estrenó en Venezuela para el canal Venevisión el 10 de agosto de 2009 y finalizó el 18 de febrero de 2010.

## Sinopsis
Luz María (Litzy) es una hermosa mujer que por necesidades del destino, tiene que engañar a su hermana menor, Violeta, haciéndole creer que es lo que no es.
Debido a la presión económica en la que vive su familia, trabaja secretamente en un club nocturno como bailarina y durante el día se hace pasar por una exitosa psicóloga de la capital.
Esa mentira le costará a Luz María mucho más de lo que imaginó, sobre todo a la hora de encontrar el amor, en la persona del guapo Bruno Alcocer (Eduardo Capetillo).
Por su parte, Bruno es un empresario honesto que piensa que se ha enamorado no sólo de la mujer perfecta, sino además de alguien que, por su preparación académica, puede ayudarlo a superar el trauma que le generó en su adolescencia la desaparición de su hermano gemelo.

## Trama
A los ojos del mundo, Luz María es una psicóloga de éxito que tiene el dinero suficiente para cuidar a su familia y para pagar por una educación de internado de lujo para su hermana menor. En realidad, Luz María se gana la vida como bailarina en un club nocturno. A pesar de que la psicología se estudian en la universidad, se vio obligada a abandonar la escuela por la muerte de su padre, y ella lo dejó a cargo de sus hermanos.
Avergonzada de admitir su verdadera ocupación, Luz María ha arreglado las cosas para engañar a todo el mundo, manteniendo un perfil bajo y manteniendo unos pocos amigos íntimos. Pero cuando conoce a Bruno, su secreto se convierte en una carga pesada que amenaza con destruir su felicidad.
Bruno, un empresario honesto que pertenece a una familia prominente, piensa que él ha caído en el amor no sólo con la mujer perfecta, pero aparte de eso, debido a su preparación académica, puede ayudarle a lidiar con el trauma generado por la desaparición de su el hermano gemelo de hace muchos años. Lo que nunca se imagina es la sorpresa que va a recibir en relación con esa mujer ideal que él cree que ha encontrado.
Samantha, antigua novia de Bruno, celosa y amargada porque él rompió su relación cuando conoció a Luz María, conspira con su padre malicioso, Genaro, y con la madre de Bruno, Angela, que perdió la fortuna que heredó de su marido y quiere ver a Bruno casado con Samanta para hacer todo lo posible para separar Luz María y Bruno. Después de la presentación de María Luz de innumerables humillaciones, se las arreglan para descubrir su verdadero trabajo, y la crueldad que revelan el secreto de Bruno, por lo que su sonido engañoso y pecaminoso.
A partir de ese momento, Luz María debe luchar la batalla más dura de su vida: convencer a Bruno que no es el cálculadora de fortunas como él piensa que lo es, y que su amor es verdadero.
Para complicar las cosas aún más, el hermano gemelo de Bruno, quien todo el mundo piensa que está muerto, aparece en la vida de Luz María como cliente en el club nocturno, y también se enamora de ella. Bernardo, quien no recuerda ni su pasado ni su apellido verdadero, sólo se conoce y ama a ella como "Lucecita" la bailarina.
El espectáculo termina siendo más acerca de Samantha de Luz. Samantha semi-accidentalmente mata a una mujer que la lleva a una gran oportunidad de intento de deshacerse del cuerpo, lo que genera , muchos problemas para Lucesita y Bruno.
Al final Samantha acepta a su madre como tal y termina siendo una bailarina como es Lucesita y pierde a Bruno, ya que Genaro le da un infarto y muere. Bruno y Luz Maria se casan y son felices por siempre.

## Elenco
- Litzy - Luz María "Lucecita" Mendoza
- Eduardo Capetillo - Bruno Alcocer / Bernardo "Bernnie" Alcocer
- Marjorie de Sousa - Samantha Savater
- Daniel Elbittar - Ricardo "Ricky" Pérez
- Maritza Bustamante - Bárbara "Barbie" Rivas
- Paulo Quevedo - Adalberto "El Mechas"
- Lina Santos - Fernanda "Muñeca"
- Ariel López Padilla - Gregorio
- Roberto Vander - Cayetano
- Sergio Klainer - Don Genaro Savater
- Susana Pérez - Angela Vda. de Alcocer
- Héctor Soberón - Carlos Alba
- Liannet Borrego - Reyna
- Paloma Márquez - Dulce
- Karina Mora - Genoveva Anderson
- Julio Capote  - Eladio
- Juan Troya -   Inspector Tulio Hernández
- Julieta Rosen - Ámbar
- Carlos Yustis - Pancho
- Rafael Mercadante - Andres
- Silvana Arias - Violeta
- Brenda Requier - Romina
- Jessica Cerezo - Rosy
- Eduardo Antonio - El mismo
- Anna Sobero - Lupe
- Ada Riera - Jueza Sotomayor

## Música
- Ódiame pero no me dejes por Eduardo Antonio.
- Pecadora» por  Litzy Vania Domínguez.
- Tu forma de amar»' por  Marjorie de Sousa.

| Predecesor: Alma indomable | Venevisión International 10 de agosto de 2009 - 19 de junio de 2010 | Sucesor: Sacrificio de mujer |

- Datos: Q3137119